# 全国青少年信息学奥林匹克竞赛

全国青少年信息学奥林匹克竞赛logo

全国青少年信息学奥林匹克竞赛（National Olympiad in Informatics，NOI），是由中华人民共和国教育部和中国科学技术协会批准的，中国计算机学会主办的主要面向中华人民共和国全国中学生的每年一度的信息学（计算机）学科奥林匹克竞赛。第一届竞赛于1984年举行，当时名称为全国中学生计算机程序设计竞赛。自1989年起，改名为全国信息学奥林匹克竞赛。

## 概述
全国青少年信息学奥林匹克竞赛是国内包括港澳在内的省级代表队最高水平的大赛，由中国计算机学会在计算机普及较好的城市组织进行比赛，自1984年至今，在国内及香港、澳门组织竞赛活动。每年的比赛选手由各省根据中国计算机学会制定的名额分配方案选拔产生。这一竞赛记个人成绩，同时记团体总分。

## 规则
NOI的比赛规则包括如下几个方面：
1. 名额分配规则。NOI是一个具有一定的国家权威性的比赛，由各省选拔出省队队员参加NOI竞赛[3]，因此需要根据各省选手水平等分配各省参加NOI的人数。
  - 各省参赛人数由以下几个因素决定：NOIP初赛人数，NOIP复赛人数，NOIP复赛平均分，以及是否承办比赛，对比赛做出特殊贡献等[4]。
2. 评奖规则。由于NOI涉及到保送生资格，和国家集训队资格，故有着较为严格的评奖规则。
  - 现阶段选手分为A、B、C、D、E五类，其中A类为正式选手有+5分的优惠，B类为推动NOI普及奖励名额，C类为举办NOI相关活动奖励名额，D类为非正式选手，E类为初中选手[5]。
3. 技术规则，牵涉到编程所使用的电脑配置，系统，语言以及对语言的限制。
  - 现阶段使用C++这一种语言，但是对语言的使用有限制[6]。
    1. 为什么只用一种语言？这是因为根据国际信息学奥林匹克竞赛（IOI）的相关最新决议，CCF做出以下决定：
    2. 2020年开始，除NOIP以外的NOI系列其他赛事（包括冬令营、CTSC、APIO、NOI）将不再支持Pascal语言和C语言；
    3. 从2022年开始，NOIP竞赛也将不再支持Pascal语言。
    4. 即从NOIP2022开始，NOI系列的所有赛事将全部取消Pascal语言。在无新增程序设计语言的情况下，NOI系列赛事自2022开始将仅支持C++语言。

  - CCF在2020年停止在NOI中对使用C与Pascal的支持[7]。
  - 2021年7月16日CCF发布新的NOI Linux2.0，基于Ubuntu20.04.1，将于2021年9月1日起作为NOI系列比赛和CSP-J/S等活动的标准环境使用[8]。
  - 不过，仍然有一些省份因为技术问题继续使用 Windows7/8/8.1/10[9]。
  - 此外，还有不能在比赛中访问网络，不能携带存储工具、通信工具等规定[10]。

## 标准竞赛环境
| 类别         | 软件/模块               | 版本             | 备注说明                           |
| ------------ | ----------------------- | ---------------- | ---------------------------------- |
| 系统软件     | NOI Linux               | 2.0              | 基于Ubuntu 20.04.1版定制           |
| 系统软件     | Kernel                  | 5.4.0-42-generic | 64位                               |
| 语言环境     | GCC                     | 9.3.0            | C编译器                            |
| 语言环境     | G++                     | 9.3.0            | C++编译器                          |
| 语言环境     | FPC                     | 3.0.4            | Pascal编译器                       |
| 语言环境     | Python                  | 2.7              | 非竞赛语言                         |
| 语言环境     | Python                  | 3.8              | 非竞赛语言                         |
| 调试器       | GDB                     | 9.1              |                                    |
| 调试器       | Data Display Debugger   | 3.3.12           |                                    |
| 集成开发环境 | Code::Blocks            | 20.03            | C/C++集成开发环境                  |
| 集成开发环境 | Lazarus                 | 2.0.6            | Pascal集成开发环境                 |
| 集成开发环境 | Geany                   | 1.36             | C/C++/Pascal（轻量级）集成开发环境 |
| 文本编辑工具 | VS Code                 | 1.54.3           |                                    |
| 文本编辑工具 | Emacs                   | 26.3             |                                    |
| 文本编辑工具 | Gedit                   | 3.36.2           |                                    |
| 文本编辑工具 | Vim                     | 8.1              |                                    |
| 文本编辑工具 | Joe                     | 4.6              |                                    |
| 文本编辑工具 | Nano                    | 4.8              |                                    |
| 文本编辑工具 | Sublime Text            | 3.2.2            |                                    |
| 其他软件     | Firefox                 | 79.0             | 网页浏览器                         |
| 其他软件     | Midnight Commander (mc) | 4.8.24           | 终端                               |
| 其他软件     | XTerm (UXTerm)          | 3.5.3            | 终端                               |
| 其他软件     | Arbiter-local           | 1.02             | 程序评测工具单机版                 |

## 竞赛规则变迁

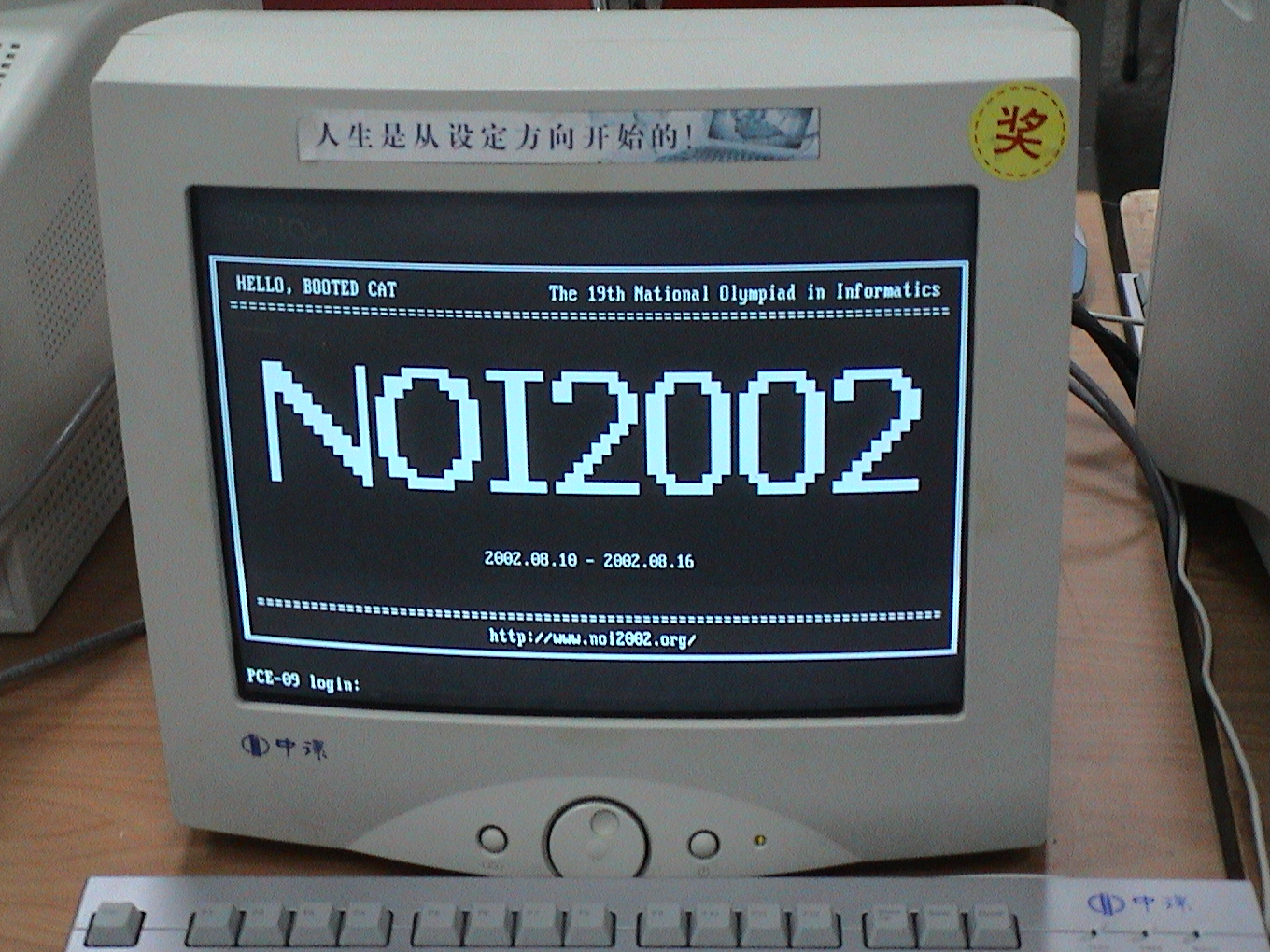
NOI 2002 使用的计算机

- 最早，参加NOI的每省正式成员5名（包括一名女选手，这位选手的成绩单独排名），这些成员有成绩证书及奖牌，得奖后可以获得保送资格。另有同步夏令营，参加成员只有成绩证明，不能获得保送资格。[12]
- 在2010年，NOI各省参赛人数发生大幅度增加。所有成员分为A、B、C三类。其中A类相当于原来的正式成员，可以获得在总分中额外增加5分的优势。评奖是按照A类划线，B类类取的同等及以上成绩也有相应的成绩证明和奖牌，并可以取得保送资格。夏令营不变。[13]
- 2011年，NOI各省参赛人数再次增加，并且分为A、B、C、D四类。取消了夏令营，ABC三类定为与2010年基本相同，而D类则相当于原来的夏令营选手，不能获得奖牌，也不能获得保送资格，只能取得成绩证明。[14]
- 2011年，国家集训队人数变为60人，ABC三类选手均可入选[14]，同时NOI冬令营结束后选取之前成绩最好的12名选手，进入国家队候选队员，其他选手失去进入国家队的机会。[15]
- 2012年，各省参赛人数变化不大。但是A类与BC类选手待遇发生变化。B、C类只有证书，无奖牌，且进入国家集训队的机会要比A类少。D类维持不变，只有成绩证明。[16]同时由于教育部的规定，13年及以后只有获得国家集训队资格的才有保送资格，所以国家集训队名额可能进一步增加。
- 2019年，新增E类名额。[17]

## 历届举办地[18]
| 年份 | 举办地         | 具体时间          |
| ---- | -------------- | ----------------- |
| 2026 | 山东青岛       | 待定              |
| 2025 | 浙江绍兴       | 待定              |
| 2024 | 重庆           | 7月16日 - 7月22日 |
| 2023 | 四川成都       | 7月22日 - 7月28日 |
| 2022 | 江苏昆山       | 8月20日 - 8月27日 |
| 2021 | 浙江余姚       | 7月24日 - 7月30日 |
| 2020 | 湖南长沙       | 8月16日 - 8月21日 |
| 2019 | 广东广州       | 7月14日 - 7月20日 |
| 2018 | 湖南长沙       | 7月16日 - 7月22日 |
| 2017 | 浙江绍兴       | 7月17日 - 7月23日 |
| 2016 | 四川绵阳       | 7月22日 - 7月28日 |
| 2015 | 浙江杭州       | 7月15日 - 7月21日 |
| 2014 | 广东深圳       | 7月25日 - 7月31日 |
| 2013 | 四川成都       | 7月14日 - 7月20日 |
| 2012 | 江苏常州       | 7月28日 - 8月3日  |
| 2011 | 吉林长春       | 8月6日 - 8月12日  |
| 2010 | 山东烟台       | 7月31日 - 8月6日  |
| 2009 | 北京           | 7月25日 - 7月31日 |
| 2008 | 浙江绍兴       | 7月27日 - 8月2日  |
| 2007 | 福建福州       | 7月28日 - 8月3日  |
| 2006 | 四川绵阳       | 7月22日 - 7月28日 |
| 2005 | 河南郑州       | 8月5日 - 8月11日  |
| 2004 | 湖南长沙       | 8月8日 - 8月14日  |
| 2003 | 上海           | 8月3日 - 8月9日   |
| 2002 | 天津           | 8月10日 - 8月16日 |
| 2001 | 陕西西安       | 9月               |
| 2000 | 澳门           | 3月               |
| 1999 | 北京           | 7月               |
| 1998 | 浙江杭州       | 8月               |
| 1997 | 香港           | 8月               |
| 1996 | 上海           | 8月               |
| 1995 | 江苏南京       | 8月               |
| 1994 | 北京           | 8月               |
| 1993 | 山西太原       | 8月               |
| 1992 | 北京           | 8月               |
| 1991 | 福建厦门       | 8月               |
| 1990 | 北京           | 8月               |
| 1989 | 广东惠州       | 12月              |
| 1988 | 北京           | 8月               |
| 1987 | 山东潍坊和青岛 | 8月               |
| 1986 | 北京           | 8月               |
| 1985 | 天津           | 8月               |
| 1984 | 北京           | 8月               |